# Lasioglossum hartmanni
Lasioglossum hartmanni là một loài Hymenoptera trong họ Halictidae. Loài này được Danforth & Wcislo mô tả khoa học năm 1999.